# Samuel Kamau Wanjiru
Samuel Kamau Wanjiru, més conegut com a Sammy Wanjiru o Samuel Wanjiru (Nyahururu, Kenya, 10 de novembre de 1986 - Nyahururu, Kenya, 15 de maig de 2011) fou un atleta, corredor de fons i maratonià kenyà, que va guanyar la prova de marató en els Jocs Olímpics de Pequín del 2008, batent a més el rècord olímpic amb un temps de 2:06:32, i convertir-se en el primer kenyà que aconseguí la medalla d'or de la marató olímpica. Després que amb quinze anys començà a competir com a fondista, l'any 2002 es traslladà al Japó, gràcies a un intercanvi d'estudiants, lloc on va poder desenvolupar el seu talent esportiu i on es va graduar en l'escola secundària de Sendai el 2005. Aquell mateix any va passar a formar part del club Toyota Yushu Company de Fukuoka, entrenant a les ordres de Koichi Morishita, subcampió olímpic a Barcelona 1992. Durant els dos anys següents guanyà consecutivament el Campionat Internacional de cros de Fukuoka, entre altres proves. Corredor destacat dels 5.000 i els 10.000 metres, la seva especialitat, però, fou la marató i la mitja marató. L'any 2005 va batre el rècord mundial de la mitja marató a Rotterdam, i novament l'any 2007 a Ras al Khaiman, als Emirats Àrabs Units. En la marató fou primer a la Marató de Fukuoka del 2007, amb un temps de 2:06:39, i també als Jocs Olímpics de Pequín del 2008, en els quals enregistrà el rècord olímpic. El 2009 també va quedar primer a la Marató de Londres, amb un temps de 2:05:10, i a la Marató de Chicago amb 2:05:41, i el 2010 tornà a guanyar la Marató de Chicago, amb 2:06:24. L'any 2008 rebé el premi de l'Associació Internacional de Corredors de Marató i Llarga Distància. Condemnat per amenaces de mort a la seva dona i per possessió il·legal d'armes el desembre del 2010, morí en caure d'un balcó de casa seva, a conseqüència d'un accident o d'una acció suïcida, després d'una disputa domèstica amb la seva dona.
Millors marques personals
| Prova          | Temps    | Data               | Lloc        |
| -------------- | -------- | ------------------ | ----------- |
| 5000 metres    | 13:12:40 | 29 d'abril de 2005 | Hiroshima   |
| 10000 metres   | 26:41:75 | 26 d'agost de 2005 | Brussel·les |
| 20 quilòmetres | 55:31    | 17 de març de 2007 | Den Haag    |
| Mitja marató   | 58:33    | 17 de març de 2007 | Den Haag    |
| Marató         | 2:05:10  | 26 d'abril de 2009 | Londres     |